# Na Rosa dos Ventos - Machico à Proa
A escultura “Na Rosa dos Ventos - Machico à proa” da autoria de Luís Paixão ou “Professor Paixão”, como também é conhecido, sublinha a importância de Machico como cais dos velhos marinheiros quinhentistas, a qual pretende assinalar, um dos marcos importantes da história da Região, nomeadamente os descobrimentos.

## Contexto Histórico
D. Henrique com um grupo de cartógrafos e especialistas fez um conjunto de expedições, foi sob o comando do Infante, durante o reinado de D. João, que se deu o redescobrimento da Madeira. João Gonçalves Zarco e Tristão Vaz Teixeira desembarcaram na praia de Machico, abrindo assim um novo ciclo à gloriosa epopeia dos descobrimentos portugueses. Machico é assim, um marco fundamental na história da Ilha da Madeira, a qual não poderá ser descartada.
Foi neste mesmo local que ocorreu a primeira missa na Madeira, por padres franciscanos, no mesmo dia da Visitação de Santa Isabel, a 2 de julho a qual acompanharam a expedição, de forma a agradecer a descoberta. Deste modo, Machico, tornou-se na primeira sede de Capitania do Arquipélago da Madeira. A 8 de Maio de 1440 o Infante D. Henrique doa a Tristão Vaz e seus descendentes a Capitania de Machico (que se estendia desde a Ponta da Oliveira, no Caniço, até à Ponta de S. Lourenço e desta até à Ponta do Tristão, no Porto Moniz). No primeiro quartel do século XV que efetivamente será oficializado a descoberta da ilha, graças às viagens de João Gonçalves Zarco e Tristão Vaz Teixeira a qual se, será feita o louvor aos navegadores.
É com o lucrativo comércio, Machico cresce economicamente, do mesmo modo que algumas famílias machiquenses se tornam socialmente poderosas, como por exemplo a família dos capitães- Donatários. E é esta importante família que vai erigir a Igreja Matriz de Machico, em finais do século XV, tendo como orago a Nossa Senhora da Conceição. Contudo é defendido que este foi mais um “reconhecimento” do que um “descobrimento”, uma vez que a ilha já constava de mapas e cartas de navegação do século XIV. Por outro lado, existe a história romantizada de Machim (inglês) e Ana d`Arfet (francesa) designada Lenda de Machim, os amantes onde as famílias não concordavam com o romance, decidiram fugir num barco à vela e uma tempestade os levou a encontrar uma ilha, Madeira, e uma praia, Machico, muito antes de lá chegarem Zarco e Tristão Vaz. A história termina com Machim ao sepultar Ana d`Arfet e este ergueu uma cruz a qual este gravou o o nome dela por baixo do seu nome, Machim.

## Escultura “Na Rosa dos Ventos, Machico à Proa” de Luís Paixão
Na relação dos "Descobrimentos da Ilha” Francisco Alcoforado narra que a caravela portuguesa chegou à baía no dia 1 de julho e que o desembarque aconteceu no dia 2, quando os marinheiros encontraram sinais de tragédia amorosa dos ingleses e foram avisar o capitão. Gastal, Susana de Araújo (23 de outubro de 2016). «Rosa dos Ventos: Tourism in Multiple Approuches» - Revista Rosa dos Ventos - Turismo e Hospitalidade. No dia de Visitação de Santa Isabel foi celebrado uma missa sobre as sepulturas, a qual Gonçalves Zarco saiu para terra com dois padres franciscanos.  A escultura tem como objetivo trazer à memória o desembarque dos marinheiros portugueses na baía de Machico de forma assinalar a epopeia. A iniciativa do Município de Machico contou com a presença de várias entidades e de muita população. A cerimónia do descerrar da escultura, realizou-se no dia 2 de julho, junto à praia da Banda D’Além, a qual ocorreu no mandato autárquico do Presidente da Câmara Municipal de Machico, nomeadamente Ricardo Miguel Nunes Franco (2013/2017)
A escultura é composta por dois elementos formais: o marinheiro e o padrão. Na base, forrada a cantaria, está escrito “Na rosa dos ventos – Machico à proa.
A escultura tem cerca de 3 metros e meio de altura; foi modelada em barro no tamanho real e os negativos em gesso; os positivos foram executados em betão branco. O monumento tem a forma de um marinheiro do século XV, a qual é erigido o padrão português uma vez que, foi deixado pelos portugueses ao longo dos territórios ultramarinos que foram sendo ocupados no decurso do processo das Descobertas. A maquete em bronze encontra-se já patente no átrio dos Paços do Concelho.
Sérgio Marques representou o Governo Regional a qual também é Secretario Regional dos Assuntos Parlamentares e Europeus, além disso Ricardo Franco representou a vereação da Câmara Municipal de Machico.  Juntamente com o Secretário Regional, Sérgio Marques e o Presidente Ricardo Franco, coube a “tarefa” do descerrar da estátua ao professor Luís Paixão, responsável pela obra. Com o apoio do Modelo Continente Hipermercados, S.A. e de Estevão Neves- Investimentos Turísticos, S.A.

## Autor da Escultura
José Luís Alves Paixão, filho de José Paixão e de Aldora Alves, nasceu na freguesia de Machico. Foi também nesta freguesia que iniciou o ensino primário, e fez o 5.º ano no liceu nos Salesianos do Funchal. Concluiu o curso do Magistério Primário do Funchal. Licenciou-se em Escultura no Instituto Superior de Artes Plásticas da Madeira, em 1986. Iniciou a sua atividade profissional no Ensino Básico em Machico em 1974, como professor, e terminou a sua carreira em 2014 também como professor no ensino secundário na Escola da APEL. Adicionalmente foi professor no Magistério Primário, no ensino secundário e na Universidade da Madeira. Lecionou as disciplinas de Português, Metodologia, Educação Visual, Desenho e História da Arte.
Entre os anos 1975/1980 desempenhou o cargo Pedagógico no Ensino Básico, sendo também coordenador do Projeto Educativo da Escola da Apel em 2003. Além disso, criou uma aplicação denominada de "Para uma Escola das Expressões" em 2003 e 2004. Foi também coordenador no Atelier de Artes Plásticas de Machico em 1987 e 1989. Iniciou a sua vida política em Machico, começando a sua carreira no PSD, a qual foi eleito em 1988 como deputado. Em 2000 terminou os seus três mandatos. Foi membro da Comissão Especializada do Turismo, Cultura e Emigração e Presidente da Comissão Especializada da Educação na Assembleia Legislativa da Região Autónoma da Madeira (1992-99).
Foi Vice-Presidente da Comissão Política Concelhia do PSD em 1990 a 1992, e foi também membro da Comissão Política de Freguesia do PSD em 1992 a 1994 e da Mesa do Plenário concelhio do PSD-Machico em 1992 a 1994.
Para além da sua carreira na educação e na política, Luís Paixão foi também autor de várias canções, sendo veio a participar nos festivais da canção infantil da Figueira da Foz, da Madeira e do Faial, o qual foi vencedor do primeiro festival que ocorreu no Faial, em 1979 e 1980. Recebeu também um prémio em 1986 da Rádio Televisão Portuguesa de melhor canção infantil no Festival da Madeira. .
Luís Paixão é autor de várias esculturas a qual podemos encontrá-las em Machico, Santana, São Vicente, Ribeira da Janela, Porto Moniz, Santa do Porto Moniz, Ribeira Brava, Funchal, Santa Cruz, Castelo de Paiva e Sydney. As esculturas criadas pelo autor apresentam diversos materiais, entre as quais gesso, betão branco, pedra, madeira, fibra de vidro e bronze.
Do mesmo modo, participou em diversas exposições individuais e coletivas de desenho na ilha da Madeira. Devido ao seu magnifico talento nas artes, em 1988 recebeu um louvor público do Presidente do Governo Regional da Região Autónoma da Madeira. Participou no Diário de Notícias do Funchal na secção “Opinião”, adicionalmente elaborou diversas capas da Revista Diário de Notícias em 1990. Além disso foi correspondente do Jornal da Madeira em 1988 e 1989. Luís Paixão, foi coordenador do Semanário “Português na Austrália” 1985 e 1989 junto da comunidade madeirense em Sydney.